# Infiernos de Loja
Los Infiernos de Loja son un monumento natural situado en la provincia de Granada, España. 

## Descripción
Se trata de un tramo fluvial del río Genil que alberga una rica flora y fauna de ribera, junto con destacados elementos de interés geológico, a los que se pueden añadir otros de interés cultural como los yacimientos prehistóricos de La Esperanza y el Manzanil. Entre ellos es obligado hacer referencia a los espectaculares depósitos travertinos que consiguen dibujar un paisaje singular, con formas caprichosas que surgen como consecuencia de la precipitación de los materiales calcáreos disueltos en las aguas bajo determinadas condiciones ambientales.
El espacio del monumento engloba exclusivamente el tramo del río y su ribera, comprendido entre el salto de agua llamado Cola de Caballo hasta la desembocadura del arroyo del Frontil, dentro del término municipal de Loja.